# Alternative Food Network
Un Alternative Food Network (AFN) è una rete di produttori di cibo non legati alla grande distribuzione; gli AFNs sono connessi a una varietà di pratiche nate per rispondere alla sempre più marcata separazione tra luoghi, tempi, modi di produzione e consumo e alle esigenze della produzione agroindustriale e della grande produzione organizzata. 
Nel dibattito internazionale riguardante gli studi sul cibo (food studies), si indicano come Alternative Food Networks le reti agroalimentari alternative alla filiera convenzionale del cibo, organizzata in base ai bisogni della produzione agroindustriale e della grande distribuzione organizzata. Lo scopo di queste reti è garantire la vicinanza fisica e organizzativa tra chi produce e chi consuma.
L’AFN si basa sulla garanzia della qualità del prodotto e un rapporto di fiducia reciproca tra produttori e consumatori, tra i quali avviene uno scambio di ciò che è locale.
La svolta della qualità in questo caso avviene grazie al cambiamento di prospettiva dei consumatori, che decidono di allontanarsi dal sistema alimentare industriale a supporto dei sistemi alimentari locali che si legano direttamente alla conoscenza della cultura culinaria e degli abitanti della regione.
Queste reti alternative propongono un prodotto fresco, etico e una completa trasparenza sul contenuto e la coltivazione. Il mercato libero ma anche anonimo di produzione locale diventa quindi una costruzione attiva di reti.

## Storia
La voce “Alternative Food Network” emerge per la prima volta negli anni novanta e si riferisce alle pratiche alternative nate per combattere un sistema alimentare industriale, giudicato poco etico e rivolto unicamente alla grande distribuzione. Il crescente fenomeno della globalizzazione ha fatto sì che venissero consumati prodotti poco legati al territorio, non veniva inoltre considerata la stagionalità di quanto consumato.
Gli AFNs mirano a promuovere un rapporto più diretto e immediato tra produttore e consumatore. La garanzia di qualità, in questo senso, risiede nella fiducia che si instaura tra le parti. I prodotti che derivano dagli Alternative Food Networks sono quindi considerati più freschi, biologici, di qualità.
Una delle prime esperienze italiane di AFN è da ricercarsi nel 1986, quando a Bra, in Piemonte, è stato creato il movimento Slow Food. Il cibo veniva considerato come identificatore di una tradizione, di uno stile di vita che potesse mettere al primo posto il territorio e il suo benessere. Esperienza successiva è quella del movimento Locavores che, nato nel 2005 a San Francisco, proponeva di consumare per un mese unicamente alimenti derivanti dal frutto della coltivazione diretta o al massimo che fossero stati prodotti nelle 100 miglia circostanti.

## Alternative Food Network nel mondo

### Alternative Food Network in America
Gli Alternative Food Networks si diffondono in Nord America tra la fine degli anni sessanta e l’inizio degli anni settanta e si distinguono per proporre un modello più radicale, emancipatorio ed urbano della produzione e del consumo di cibo.
Gli AFNs si sviluppano poi nel resto dell’America, sostenuti da movimenti ambientali, reti di attivismo per i diritti civili e reti di attivismo contro la guerra. Diventano poi sempre più influenti criticando l’agricoltura industriale e l’agrobusiness per promuovere un ritorno alla terra.
Il risultato è la nascita di un legame tra agricoltori rurali e consumatori urbani attraverso mercati locali che si sono poi evoluti in cooperative e negozi alimentari urbani e ristoranti collettivi.

### Alternative Food Network in Europa
La visione europea di Alternative Food Network si riferisce a un ritorno a ciò che è un panorama autentico.
Gli AFNs si diffondono in Europa a seguito della riforma agraria voluta dall'European Union Common Agricultural Policy (CAP) per dare importanza non solo ai produttori centralizzati ma anche a quelli decentralizzati, e in concomitanza con la diffusione di forme di consumo biologico, attente alla naturalità, genuinità, freschezza, e trasparenza dei prodotti alimentari. A causa di preoccupazioni riguardanti la salute e la sicurezza alimentare, i consumatori europei hanno cominciato a richiedere e desiderare migliori garanzie di controllo della qualità e conoscenza di come venivano prodotti e cosa contenevano gli alimenti.
Gli Alternative Food Networks europei hanno oggi come obiettivo la rivalutazione e la protezione dell’agricoltura locale da quelle che sono le minacce del commercio globale e della standardizzazione.
Tra gli Alternative Food Networks europei, è possibile annoverare il movimento Slow Food, nato nel 1986 come protesta contro l’arrivo della catena di ristoranti McDonalds’ a Roma.

#### Alternative Food Network in Italia
Gli Alternative Food Networks sono caratterizzati da una grande fluidità ed una eterogeneità che rendono difficile la loro netta categorizzazione e classificazione. In Italia una definizione è ancora più difficoltosa dal momento che non esiste un censimento delle diverse realtà nazionali. Ciò è dovuto al fatto che alcune di queste realtà hanno in carattere di informalità e sono nate per sfuggire alle classificazioni normative del sistema.
Esiste inoltre una grande variabilità degli AFNs legata al territorio che in Italia è notevolmente accentuata dalle differenze inter e intra-regionali.
È tuttavia possibile identificare tre categorie di Alternative Food Networks nel territorio nazionale:
1. I farmer markets o mercati contadini: sono luoghi auto-organizzati dove i produttori vendono direttamente i loro prodotti regolarmente (settimanalmente o mensilmente). Qui si possono trovare sia produttori locali che “itineranti”, ossia provenienti da diversi territori.Si parla in particolare di prodotti agricoli, delle coltivazioni e dell’allevamento[16]
2. I gruppi di acquisto o box schemes: sono gruppi di persone che si uniscono in una realtà collettiva e acquistano insieme da una rete di produttori locali. Tra le due parti si instaura un rapporto di fiducia. In Italia, i gruppi di acquisto più diffusi sono i GAS (Gruppi d'Acquisto Solidale)[17].
3. La vendita diretta:metodo di commercializzazione caratterizzato dal rapporto diretto tra consumatori e produttori. si contrappone alla “filiera lunga"[16]

Pur riscontrando difficoltà nella definizione degli AFNs in Italia, è possibile notare attraverso diverse fonti di informazioni quali rapporti di associazioni di categoria e di Coldiretti, portali on-line, associazioni di consumatori, testi sul consumo critico come, di pari passo con gli altri paesi, il fenomeno degli AFNs sia in crescita. Si assiste sempre di più all’integrazione tra diversi soggetti, dagli agricoltori alle associazioni culturali e ambientaliste, che si uniscono nella promozione e attivazione di esperienze collettive di filiera corta come ad esempio “Donne in Campo” (CIA, Confederazione Italiana Agricoltori),  “Mercati della Terra” (SlowFood), “Campagna amica” (Coldiretti) e non solo.
Per quanto riguarda la forma della vendita diretta in azienda, gli Alternative Food Networks hanno registrato una notevole crescita.
Bisogna inoltre evidenziare una notevole frattura tra Centro-Nord della penisola e Centro-Sud che è di fatto assente dalle statistiche sulla presenza di AFNs. A fronte di questo dato, sembra esserci una forte interdipendenza tra i maggiori centri urbani e gli AFNs che si sta intensificando.

## Le critiche all’alternative food network
Sono tre le principali critiche riguardanti gli AFN: 
- questione di fusione delle caratteristiche AFN e tra diversi tipi di AFN;
- questioni di esclusività, razzismo ed elitarismo;
- influenza corrosiva del mercato capitalista sugli obiettivi degli attivisti.

Altre critiche mosse sono: 
- l’insufficiente chiarezza e consistenza nell’uso dei concetti chiave;
- l’insufficiente riconoscimento delle problematiche che sorgono dagli scambi commerciali;
- la graduale convergenza tra le AFNs e i canali tradizionali di approvvigionamento;
- la corrispondenza tra le caratteristiche spaziali e strutturali delle AFNs e il comportamento dei consumatori, le proprietà degli alimenti e i risultati desiderati.